# Adana (album)
Adana is een muziekalbum uit 2015 van de Belgische muzikanten Emre Gültekin en Vardan Hovanissian. Het album is vernoemd naar Adana, de Turkse stad waar de Armeense Genocide begon. Het album werd honderd jaar na het begin van de genocide uitgebracht. Op het album staan zowel traditionele Armeense nummers als eigen werk.

## Muzikanten
- Emre Gültekin is geboren in La Louvière en is een zoon van de Turkse zanger en saz-speler Lütfü Gültekin die naar België emigreerde om in de steenkoolmijnen te werken. Hij bespeelt net als zijn vader de saz.
- Vardan Hovanissian verhuisde na het uiteenvallen van de Sovjet-Unie van Armenië naar Brussel op uitnodiging van een bevriende muzikant. Hovanissian bespeelt een doedoek.

Beide muzikanten stonden reeds eerder samen op het podium, onder meer als trio met Lütfü Gültekin en in het project Blindnote, waarin zij samenspeelden met muzikanten uit Mexico, Senegal, België en Madagaskar.

### Gastmuzikanten
- Joris Vanvinckenroye: Contrabas
- Simon Leleux: daf en percussie[6]

## Prijzen en nominaties
- 2015: Preis der deutschen Schallplattenkritik: genomineerd in de categorie Traditionelle ethnische Musik[7]
- 2016: Octaves de la musique: winnaar categorie Musiques du monde[8]